# نيسم (السوم)

تعديل مصدري - تعديل

نيسم هي إحدى قرى عزلة السوم بمديرية السوم التابعة لمحافظة حضرموت، بلغ تعداد سكانها 90 نسمة حسب تعداد اليمن لعام 2004.